# Cuncy-lès-Varzy
Cuncy-lès-Varzy és un municipi francès, situat al departament del Nièvre i a la regió de Borgonya - Franc Comtat. L'any 2007 tenia 150 habitants.

## Demografia

### Població
El 2007 la població de fet de Cuncy-lès-Varzy era de 150 persones. Hi havia 68 famílies, de les quals 24 eren unipersonals (16 homes vivint sols i 8 dones vivint soles), 24 parelles sense fills, 16 parelles amb fills i 4 famílies monoparentals amb fills.
La població ha evolucionat segons el següent gràfic:
Habitants censats

### Habitatges
El 2007 hi havia 109 habitatges, 71 eren l'habitatge principal de la família, 24 eren segones residències i 14 estaven desocupats. 108 eren cases i 1 era un apartament. Dels 71 habitatges principals, 53 estaven ocupats pels seus propietaris, 11 estaven llogats i ocupats pels llogaters i 7 estaven cedits a títol gratuït; 8 tenien dues cambres, 16 en tenien tres, 12 en tenien quatre i 35 en tenien cinc o més. 53 habitatges disposaven pel capbaix d'una plaça de pàrquing. A 36 habitatges hi havia un automòbil i a 27 n'hi havia dos o més.

### Piràmide de població
La piràmide de població per edats i sexe el 2009 era:
| Homes | Edats   | Dones |
| ----- | ------- | ----- |
| 0     | 95 o +  | 0     |
| 0     | 90 a 94 | 4     |
| 0     | 85 a 89 | 0     |
| 0     | 80 a 84 | 4     |
| 12    | 75 a 79 | 20    |
| 28    | 70 a 74 | 8     |
| 20    | 65 a 69 | 16    |
| 4     | 60 a 64 | 12    |
| 12    | 55 a 59 | 8     |
| 24    | 50 a 54 | 20    |
| 20    | 45 a 49 | 12    |
| 16    | 40 a 44 | 20    |
| 20    | 35 a 39 | 16    |
| 12    | 30 a 34 | 8     |
| 4     | 25 a 29 | 8     |
| 4     | 20 a 24 | 12    |
| 16    | 15 a 19 | 16    |
| 20    | 10 a 14 | 4     |
| 8     | 5 a 9   | 8     |
| 24    | 0 a 4   | 12    |

## Economia
El 2007 la població en edat de treballar era de 96 persones, 68 eren actives i 28 eren inactives. De les 68 persones actives 62 estaven ocupades (35 homes i 27 dones) i 6 estaven aturades (1 home i 5 dones). De les 28 persones inactives 14 estaven jubilades, 6 estaven estudiant i 8 estaven classificades com a «altres inactius».

### Ingressos
El 2009 a Cuncy-lès-Varzy hi havia 70 unitats fiscals que integraven 158 persones, la mediana anual d'ingressos fiscals per persona era de 15.521 €.

### Activitats econòmiques
Dels 5 establiments que hi havia el 2007, 1 era d'una empresa de fabricació d'altres productes industrials, 2 d'empreses de construcció, 1 d'una empresa immobiliària i 1 d'una empresa de serveis.
Dels 2 establiments de servei als particulars que hi havia el 2009, 1 era un paleta i 1 fusteria.
L'any 2000 a Cuncy-lès-Varzy hi havia 13 explotacions agrícoles que ocupaven un total de 1.359 hectàrees.

## Equipaments sanitaris i escolars
El 2009 hi havia una escola maternal integrada dins d'un grup escolar amb les comunes properes formant una escola dispersa.

## Poblacions més properes
El següent diagrama mostra les poblacions més properes.